# ルイ・デュポール

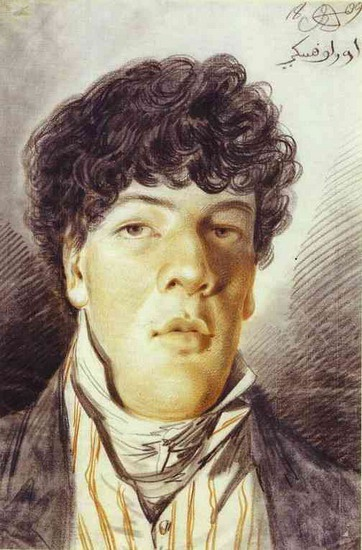
ルイ・デュポール（1809年）

ルイ＝アントワーヌ・デュポール（Louis-Antoine Duport, 1781年 - 1853年10月19日）は、フランスのバレエダンサー、振付家、バレエ指導者である。舞踊の技巧に優れ、パリを始めとして、サンクトペテルブルク、ロンドン、ナポリなど各国の都市で活躍した。

## 生涯
パリで生まれ、ジャン＝フランソワ・クーロン（en:Jean-François Coulon、1764年 - 1836年）にバレエを学び、タンプル大通り（en:Boulevard du Temple）にあったアンビギュ＝コミック座（en:Théâtre de l'Ambigu-Comique）で舞台に立っていた。1797年、パリ・オペラ座に初出演し、卓越した回転技の速度と快活な踊りで人気を得た。その人気は、20歳年長で当時「舞踊の神」（le dieu de la danse）と呼ばれる程の名声を得ていたオーギュスト・ヴェストリスの立場を脅かすほどになった。2人の争いは格好のゴシップの種となって、世間の注目を集めた。1804年、デュポールとヴェストリスはバレエの技量を競うため、非公式に同じ舞台に出演している。
デュポールの目的は単にパリ・オペラ座随一のダンサーとなることではなく、オペラ座における権勢を確立することにあり、当時オペラ座の首席振付家だったピエール・ガルデル（en:Pierre Gardel、1758年2月4日 - 1840年10月18日）の追い落としを図るようになった。このような行動は、時のフランス皇帝ナポレオン1世を含めた当局に危険視されることになり、デュポールの野望は抑えつけられた。野望を打ち砕かれたデュポールは、1808年、かつてナポレオン1世の愛人だった有名な女優マルグリット・ジョルジュ（en:Marguerite Georges、1787年 - 1867年）の連れの女性に身をやつしてパリから脱出した。
ウィーンを経由してサンクトペテルブルクに入り、帝室劇場バレエ団で当時首席振付家を務めていたシャルル・ディドロの作品に出演して好評を博した。デュポールの人気については、トルストイの『戦争と平和』でも言及されている。後に彼の傲慢さと利己主義的な行動はディドロを激怒させたが、その原因となったのは、ディドロが才能を認めて手塩にかけて育成していたバレエダンサー、マリヤ・ダニロワ（ru:Данилова, Мария Ивановна、1793年 - 1810年1月20日）との恋愛沙汰であった。
マリヤ・ダニロワはサンクトペテルブルク生まれで、帝室劇場付属学校の生徒だったころからディドロがその非凡さに注目して指導し、後世の人に「ロシアのタリオーニ」と形容されるほどの優れたバレエダンサーとなった。15歳のときにディドロの作品『ウェヌスとアドニスの愛、またはマルスの復讐』に出演して大成功し、相手役を務めたデュポールと恋に落ちた。しかし、デュポールは間もなくジョルジュとよりを戻してダニロワを捨ててしまった。衝撃を受けたダニロワは病床に伏し、肺結核に罹患して17歳で死去した。
サンクトペテルブルクに居辛くなったデュポールは、1812年にウィーンに移った。ケルントナートーア劇場（英語: Theater am Kärntnertor）で『ラ・フィユ・マル・ガルデ』（ジャン・ドーベルヴァルに基づく、1814年）を始めとした多くの作品を振り付けたが、ファニー・エルスラーは「目新しいものは何もなかった」と辛辣な批評を浴びせている。ナポリ、ロンドン、トリノなどでも舞台に立ったが、ウィーンへ戻ってケルントナートーア劇場の共同経営者となった。1836年に現役を退いて生まれ故郷のパリに帰り、1853年に死去した。

## 主な作品
| 年   | 作品名                                     | 上演地または劇場     | 備考                                                                    |
| ---- | ------------------------------------------ | -------------------- | ----------------------------------------------------------------------- |
| 1805 | アキスとガラテア（Acis et Galatée）        | パリ・オペラ座       |                                                                         |
| 1806 | セビリャの理髪師（Figaro）                 | パリ・オペラ座       | ジャン＝バティスト・ブラーシュ（en:Jean-Baptiste Blache）との共同作品。 |
| 1806 | L'Hymen de Zéphyr                          | パリ・オペラ座       |                                                                         |
| 1808 | セビリャの理髪師（Figaro）                 | ウィーン             |                                                                         |
| 1808 | ウェヌスとアドニスの愛、またはマルスの復讐 | サンクトペテルブルク | シャルル・ディドロ振付                                                  |
| 1812 | Zephyr                                     | ウィーン             |                                                                         |
| 1812 | Die Spanische Abendunterhaltung            | ウィーン             |                                                                         |
| 1812 | Der Blöde Ritter                           | ウィーン             |                                                                         |
| 1813 | Telemach auf der Insel Kalypso             | ウィーン             |                                                                         |
| 1813 | Der Ländliche Tag                          | ウィーン             |                                                                         |
| 1813 | Die Maskerade                              | ウィーン             |                                                                         |
| 1813 | Acis und Galatea                           | ウィーン             |                                                                         |
| 1813 | Die Erziehung des Adonis                   | ウィーン             |                                                                         |
| 1814 | ラ・フィユ・マル・ガルデ                   | ウィーン             | ジャン・ドーベルヴァル原振付に基づく                                    |
| 1817 | Le Virtu premiata                          | ナポリ               |                                                                         |
| 1819 | Adolphe et Mathilde                        | ロンドン             |                                                                         |
| 1819 | Les Six Ingénus                            | ロンドン             |                                                                         |
| 1819 | La Rose                                    | ロンドン             |                                                                         |
| 1831 | L'Ottavino                                 | トリノ               |                                                                         |